# Генріх Яловець
Гайнріх Яловець — австрійський музикознавець і диригент, який оселився в Сполучених Штатах. Він був одним із основних членів того, що стало відомо як Друга віденська школа в орбіті Арнольда Шенберга. Гайнгріх Яловець, народився 3 грудня 1882 року в Брюнні, Богемське королівство, Австро-Угорщина, у єврейській родині Емілії Яловець (з дівчини Дойч) і Юліуса Яловець. Учень музикознавця Гвідо Адлера, Яловець був одним із перших студентів Арнольда Шенберга в Відні у 1904–1908 роках. Захистивши докторську дисертацію 1908 року, в якій досліджував ранні техніки мелодії Людвіга ван Бетховена, він одружився з Йоганною Гроаг у тому ж році.
З 1909 по 1933 рік він працював диригентом у Регенсбурзі, Данцигу, Штеттіні, Празі, Відні та Кельні (наступник Отто Клемперера). У 1933 році він покинув Німеччину і разом із дружиною переїхав до Празі через зростання антисемітизму в нацистській Німеччині.
Після еміграції до Сполучених Штатів у 1938 році він викладав в Блек-Маунтін Коледж, Північна Кароліна. Хоча ім'я Яловеца менш відоме, ніж імена багатьох відомих студентів Шенберга, Шенберг високо цінував Яловеца. Його ім'я вказане серед семи «мертвих друзів» (інші — Альбан Берг, Антон Веберн, Олександр Землінський, Франц Шрекер, Карл Краус і Адольф Лоос), якім він колись уявляв присвятити свою книгу «Стиль і Ідея», зауваживши, що ці чоловіки «не потребують обговорення принципів музики, мистецтва, художньої моралі та громадянської моралі. По цих питаннях існувала тиха і звучна взаєморозуміння».
Яловець помер 2 лютого 1946 року в Блек-Маунтін, Північна Кароліна, Сполучені Штати.